# Pélagie la vibreuse

Pélagie la vibreuse, de son vrai nom Mahougnon Pélagie Boton, née le 6 février 1982 à Cotonou au Bénin, est une artiste, chorégraphe, auteure-compositrice, interprète et  chanteuse béninoise. Elle fait ses débuts en 1994  au Bénin dans un groupe de chorégraphique dénommé Black Boy Artists (B.B.A). 
Auteure de plusieurs albums, elle  crée pour ses fans un club dénommé les Wabatologues 1eɾ avec qui elle organise dans le mois de décembre de chaque année un spectacle au profit des enfants en situation difficile au cours  duquel ces derniers sont gratifiés  des spectacles, des vivres, des jouets et bien d’autres choses pour célébrer la fête de Noël, mais aussi le nouvel an.

## Biographie
Elle fait ses débuts en 1994 au Bénin dans un groupe de chorégraphie dénommé Black Boy Artists (B.B.A) et chorégraphe d’Eric Harlem jusqu’en 1999 où elle est championne de l’émission Stars en herbe et chorégraphe de l’émission Groove en 2000. Elle collabore avec plusieurs artistes béninois dont Bébé d’or, Léti chante, Stan Tohon, Sakpata Boys et bien d’autres jusqu’en 2003
Entre 2000 et 2002 avec Love Affo, elle effectue plusieurs voyages à travers l’Afrique (Togo, Ghana, Côte d’Ivoire, Burkina-Faso, Niger, Sénégal, Mali etc.) dans le cadre de prestations avec le groupe "Les reines de la danse". En 2004 elle participe au Festival Kaléta à Parakou et lance la même année à Calavi l’album Eya des B.B.A.
Elle commence sa carrière solo en 2006 avec le lancement de son premier album Gbo do assamè:

## Discographie

### Albums
- 2006 : Gbo do assamè (Es la hora)Es la hora

Gbo do assamèle, le 1re album six (06) titres de Pélagie la vibreuse sorti en 2006 titre éponyme de l’album qui rendait hommage aux rois en particulier au roi Béhanzin
1. "Gbo do assamè"

- 2012 : Solévie (Es la hora)Solévie, le 2e album de dix (10) titres de Pélagie la vibreuse , sorti le dimanche 21 mars 2010, est le plus vendu de sa carrière en 15 000 exemplaires.

1. "Solévie"

- 2013 : Kpedido (Es la hora)Kpèdido, le 3e album de Pélagie la vibreuse, pour dire merci.

1. "Kpedido"

### Distinctions
- Double récompenses lors de la soirée de « The biggest cultural event every year » (Fescu-GV Awards) samedi 30 novembre 2019 à Cotonou[3].